# 7 Days (película)
7 Days es una película de comedia romántica estadounidense de 2021, dirigida por Roshan Sethi, en su debut como director, a partir de un guion de Sethi y Karan Soni. Está protagonizada por Karan Soni, Geraldine Viswanathan, Mark Duplass, Zenobia Shroff, Aparna Nancherela, Gita Reddy y Jeffrey Self. Tuvo su estreno mundial en el Festival de Cine de Tribeca el 10 de junio de 2021.

## Sinopsis
Después de una incómoda fecha preestablecida, Ravi y Rita se ven obligados a refugiarse en su lugar debido a la pandemia de COVID-19.

## Reparto
| Actor                 | Personaje    | Notas |
| --------------------- | ------------ | ----- |
| Karan Soni            | Ravi         |       |
| Geraldine Viswanathan | Rita         |       |
| Mark Duplass          | Papá         | Voz   |
| Zenobia Shroff        | Mamá de Rita |       |
| Aparna Nancherela     | Swathi       |       |
| Gita Reddy            | Mamá de Ravi |       |
| Jeffrey Self          | Dr. Henry    |       |
| Asif Ali              | Asif         |       |
| Vinny Chhibber        | Vinny        |       |

## Producción
La fotografía principal de la película comenzó en el verano de 2020, a lo largo de 8 días.

## Lanzamiento
7 Days tuvo su estreno mundial en el Festival de Cine de Tribeca el 10 de junio de 2021. La película ganó el premio a la Mejor Película Narrativa en el Festival de Cine Asiático de San Diego.

## Recepción
7 Days recibió críticas positivas de los críticos de cine. Tiene una calificación de aprobación del 72% en el sitio web de reseñas Rotten Tomatoes, basado en 25 reseñas, con un promedio ponderado de 5.90 / 10.